# Тети Роле (Торино)
Тети Роле је насеље у Италији у округу Торино, региону Пијемонт.
Према процени из 2011. у насељу је живело 460 становника. Насеље се налази на надморској висини од 228 м.